# Narcissus enemeritoi
Narcissus enemeritoi es una especie de planta bulbosa perteneciente a la familia de las amarilidáceas que es endémica de España.

## Taxonomía
Narcissus enemeritoi fue descrita por (Sánchez Gómez, A.F.Carrillo, Hernández, Carrión-Vilches et Güemes) y publicado en Anales del Jardín Botánico de Madrid 57(2): 430, en el año 1999 [2000].
Citología
Número de cromosomas de Narcissus pseudonarcissus subsp. nevadensis (Fam. Amaryllidaceae) y táxones infraespecíficos = Narcissus enemeritoi (Sanchez-G & al.): 2n=14
Etimología
Narcissus nombre genérico que hace referencia  del joven narcisista de la mitología griega Νάρκισσος (Narkissos) hijo del dios río Cephissus y de la ninfa Leiriope; que se distinguía por su belleza. 
El nombre deriva de la palabra griega: ναρκὰο, narkào (= narcótico) y se refiere al olor penetrante y embriagante de las flores de algunas especies (algunos sostienen que la palabra deriva de la palabra persa نرگس y que se pronuncia Nargis, que indica que esta planta es embriagadora). 
enemeritoi: epíteto
Sinonimia
- Narcissus nevadensis subsp. enemeritoi Sánchez-Gómez & al.[3]

## Nombre común
- Castellano: narciso de Sierra Nevada.[4]